# Чебыкина, Татьяна Геннадьевна
Татья́на Генна́дьевна Чебы́кина (в замужестве — Матю́хина, 22 ноября 1968, Свердловск) — российская легкоатлетка, чемпионка мира в эстафете 4×400 метров. Заслуженный мастер спорта России. Замужем за легкоатлетом Николаем Матюхиным.

## Карьера
На чемпионате мира 1995 года Татьяна вместе со Светланой Гончаренко, Юлией Сотниковой и Еленой Андреевой завоевала серебряную медаль, уступив сборной США. В 1999 россиянкам Татьяне Чебыкиной, Светлане Гончаренко, Ольге Котляровой, Наталье Назаровой удалось выиграть золотую медаль, показав лучший результат сезона в мире.
На Олимпиаде в Атланте сборная России в составе Татьяны Чебыкиной, Светланы Гончаренко, Екатерины Куликовой и Ольги Котляровой заняла 5-е место.
Татьяна является трёхкратной чемпионкой мира в помещении. Она выигрывала эстафету 4×400 метров в 1995, 1997 и 1999 годах. Причём на двух последних чемпионатах Россия устанавливала мировые рекорды в этой дисциплине.
Тренировалась у Рифа Табабилова.